# 에밀리 라타이코프스키
에밀리 라타이코프스키(영어: Emily Ratajkowski /ˌrætəˈkaʊski/ 에밀리 래터카우스키[*], 1991년 6월 7일 ~ )는 미국의 배우, 모델이다. 2013년 로빈 시크의 "Blurred Lines" 뮤직 비디오에 출연하여 명성을 얻었다.

## 생애
에밀리 라타이코프스키는 잉글랜드 런던에서 잉글랜드 출신의 교수인 어머니와 "페미니스트와 지식인"을 쓴 폴란드 출신의 작가 아버지 사이에서 태어났다. 그녀는 미국 캘리포니아주 엔시니타스에서 자랐다. 어린 시절에 유럽에 많은 나라들에서 살아보고 여행해봤으며, 특히 아일랜드 밴트리와 스페인 마요르카 섬에서 많은 시간을 보냈다. 그녀의 부모는 예술가이기도 했다.
라타이코프스키는 14살 나이에 포드 모델스와 계약했고 샌디에이고에 있는 고등학교(샌디에이고 공립 샌디에귀토 아카데미)를 계속해서 다녔지만 로스엔젤레스에서 모델 생활을 하였다. 그녀는 미술 전공으로 UCLA에 1년간 다녔지만, 그 당시는 그녀가 그녀의 인생을 모델로서의 삶을 결정하기로 하던 때였다.

## 출연작 목록

### 영화
| 연도 | 제목              | 원제                | 배역            | 비고       |
| ---- | ----------------- | ------------------- | --------------- | ---------- |
| 2004 | 앤드루의 변신     | Andrew's Alteration | 소녀            | 단편       |
| 2014 | 나를 찾아줘       | Gone Girl           | 앤디 피츠제럴드 |            |
| 2015 | 안투라지          | Entourage           | 본인            |            |
| 2015 | 위아 유어 프렌즈  | We Are Your Friends | 소피            |            |
| 2018 | 크루즈            | Cruise              | 제시카 와인버그 |            |
| 2018 | 아이 필 프리티    | I Feel Pretty       | 맬러리          |            |
| 2018 | 인 다크니스       | In Darkness         | 베로니크 래딕   |            |
| 2018 | CCTV: 은밀한 시선 | Welcome Home        | 캐시 라이어슨   |            |
| 2018 | 아메리칸 밈       | The American Meme   | 본인            | 다큐멘터리 |
| 2019 | 퍼펙트 파트너     | Lying and Stealing  | 엘리스 티발디   |            |

### 텔레비전 드라마
| 연도    | 제목             | 원제                    | 배역              | 비고                    |
| ------- | ---------------- | ----------------------- | ----------------- | ----------------------- |
| 2009-10 | 아이칼리         | iCarly                  | 타샤              | 2회분 출연              |
| 2015    | 죽기 전의 전리품 | The Spoils Before Dying | 에이전트 데이     | 3회분 출연              |
| 2016    | 이지             | Easy                    | 앨리슨 리자우스카 | "Art and Life" 에피소드 |